# Schleuse Schwabenheim
Die Schleusenanlage Schwabenheim ist eine Kanalstaustufe bei Schwabenheim. Sie besteht aus einer Doppelschleuse am unteren Ende des 5 km langen Seitenkanals Wieblingen. Das dazugehörende stauregelnde Stauwehr Wieblingen liegt am oberen Ende des Altneckars. Die Schleuse selbst liegt auf der Gemarkung Dossenheim.

## Besonderheit
Die linke Schleusenkammer ist anstelle der üblichen Stemmtore auf der Seite des Unter-Wassers mit einem Schlagtor ausgestattet, das jedoch im Zuge künftiger Sanierungsmaßnahmen ebenfalls durch ein Stemmtor ersetzt werden soll.
Die beiden Schleusenkammern in Schwabenheim sind baulich voneinander getrennt. Im Gegensatz dazu sind an den übrigen Neckarschleusen die zweite Kammer an die erste angebaut.

## Bootsschleppe
Im Gegensatz zu den stromaufwärts gelegenen Schleusen ist in Schwabenheim keine Bootsschleppe vorhanden. 410 m stromaufwärts des Kraftwerks, an der Brücke der A5, ist eine Ausstiegs- und Einstiegsstelle eingerichtet und Boote können zwischen dem Kanal und dem Neckar umgesetzt werden, indem sie getragen werden.

## Sanierung der rechten Schleusenkammer
Nachdem bereits Mitte der 1980er Jahre die rechte Kammer aufgrund von Alkali-Kieselsäure-Reaktionen im Beton saniert werden musste, wurde von April 2020 bis Ende 2023 in der rechte Schleusenkammer der Beton vollflächig abgefräst und Instand gesetzt. Die Ursache für die Schäden waren wiederum Kieselsäure-Reaktionen im Beton. Anfang 2021 wurden die beiden jeweils 50 Tonnen schweren Torflügel im Unter-Wasser ausgehoben, mit einem Frachtschiff nach Papenburg transportiert und dort Instand gesetzt. Noch im Bau befindet sich ein neues Technikgebäude, das nördlich der Schleusenkammern entsteht (Stand Juli 2024).

## Bauvorhaben
In der linken Schleusenkammer steht die Sanierung der Schleusenkammerwände sowie der beiden Schleusenhäupter an. In diesem Zuge sollen auch das untere Schleusentor, die Antriebs-, Elektro-, Steuerungs- sowie die Nachrichtentechnik erneuert werden.
Die Verlängerung der rechten Schleusenkammer auf 140 Meter wurde zwar im Jahr 2007 von Bund und Land in einer gemeinsamen Vereinbarung beschlossen und 2016 als „vordringlicher Bedarf“ in den Bundesverkehrswegeplan aufgenommen. Im Jahr 2022 hat das Bundesverkehrsministerium die Realisierung jedoch auf die ferne Zukunft verschoben. Im Südwesten sind Zweifel aufgekommen, ob mit dem Schleusenausbau tatsächlich noch gerechnet werden kann.

## Bilder

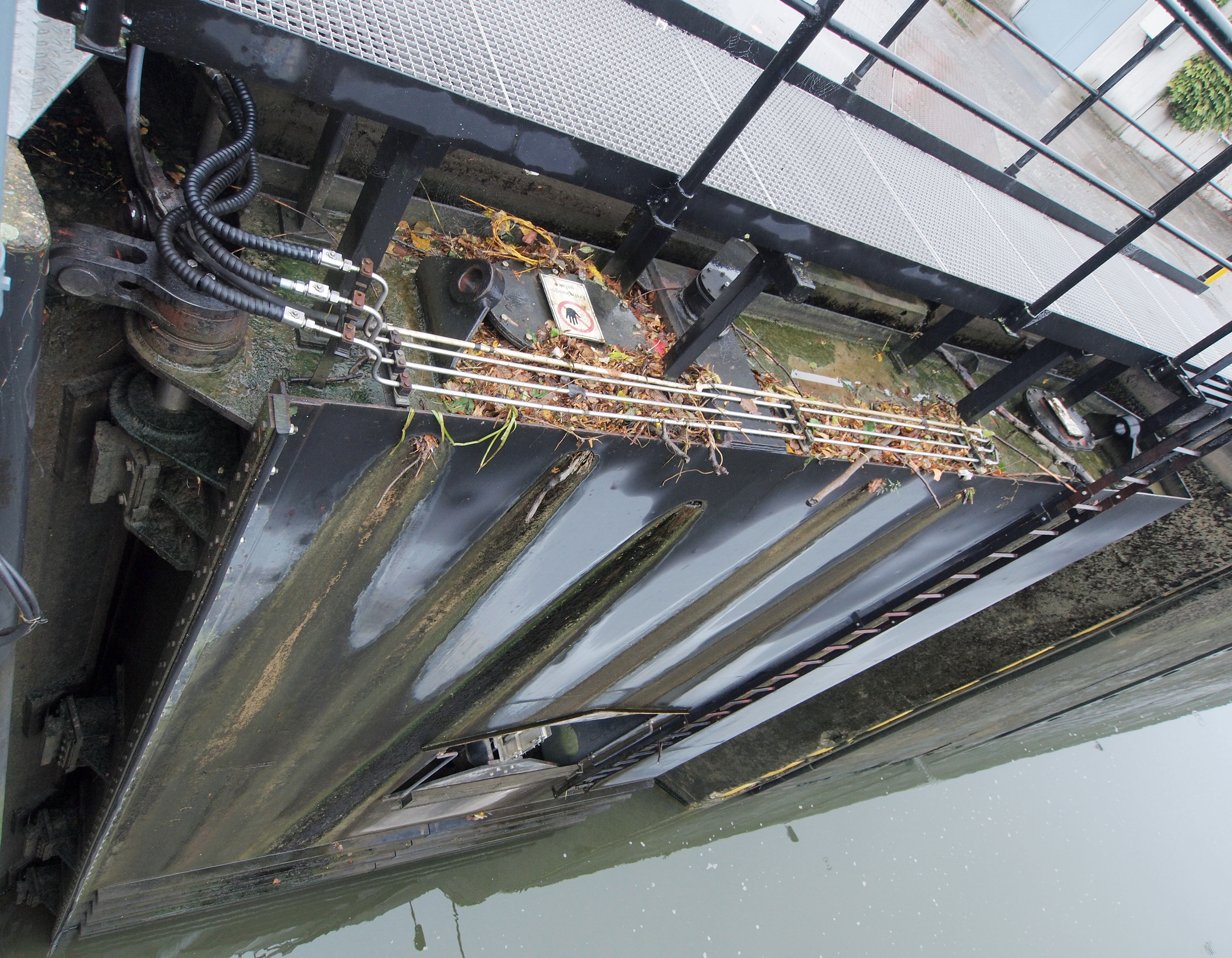
Unteres Schleusentor der rechten Kammer
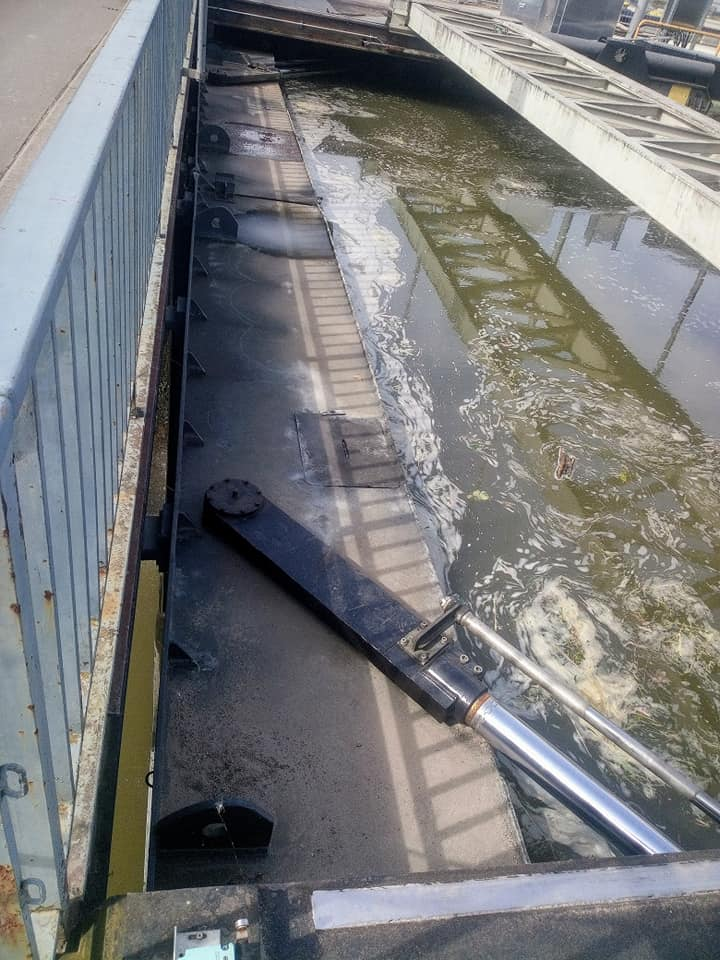
Unteres Schleusentor der linken Kammer
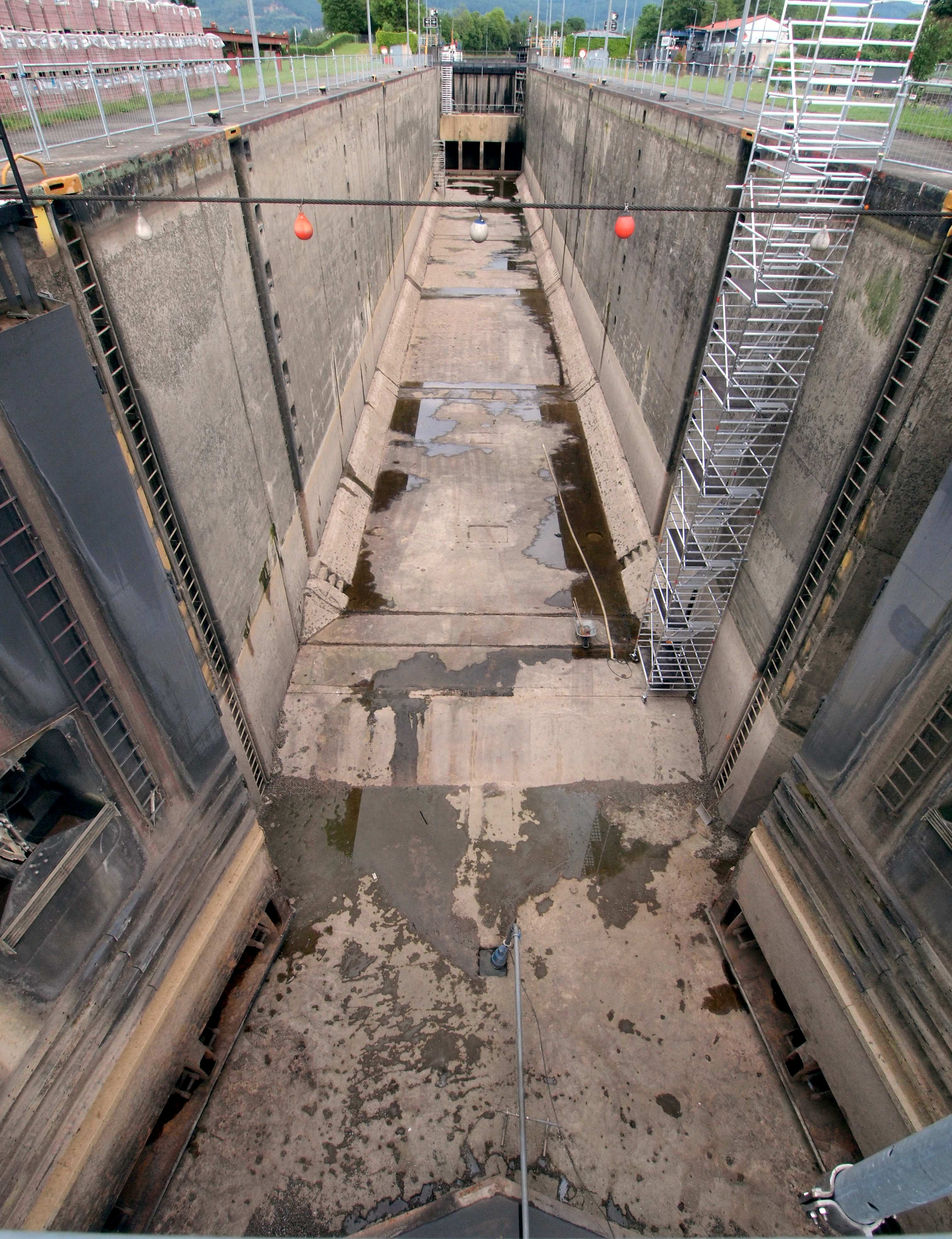
Leere rechte Kammer, 2014
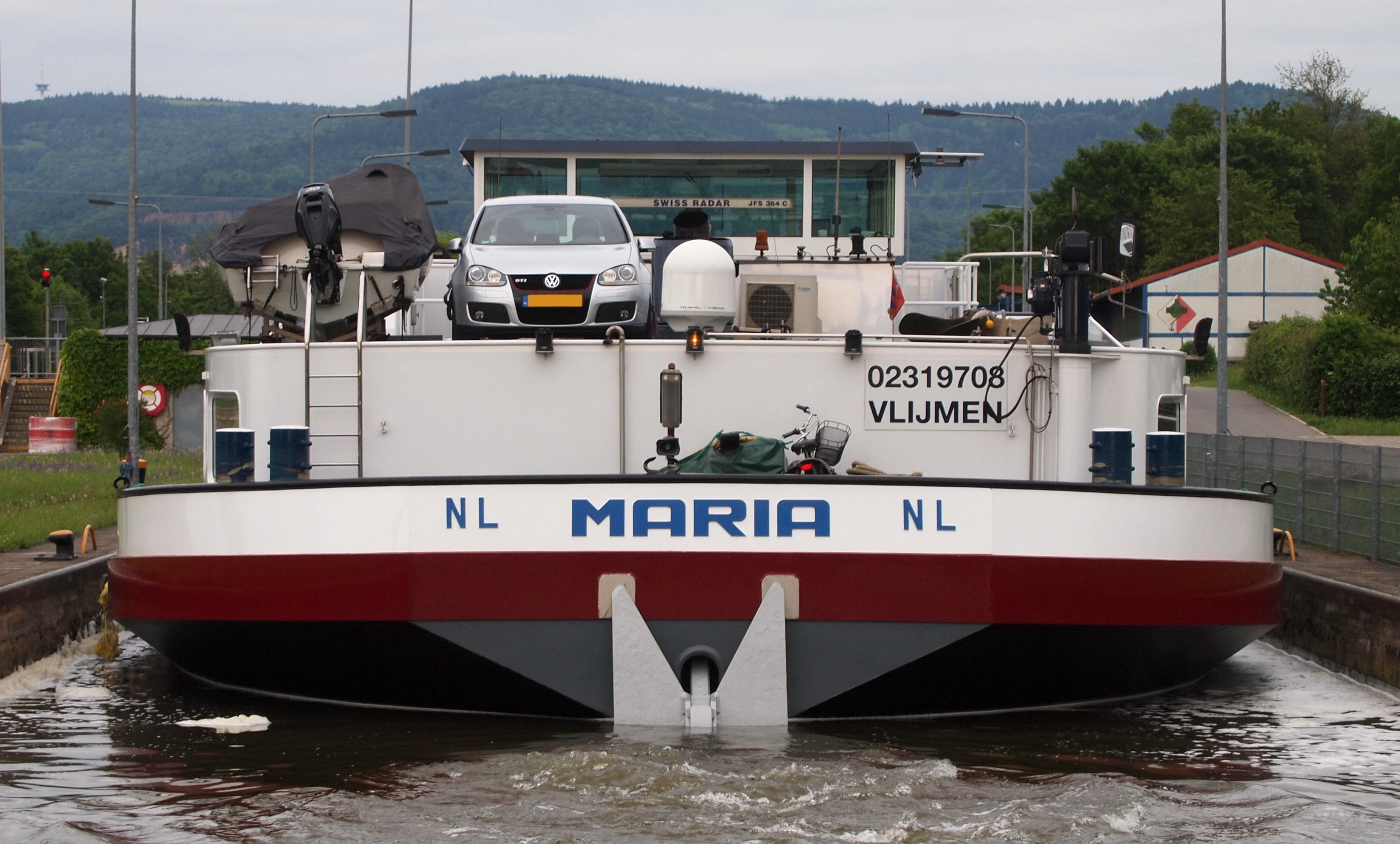
Schiff in der Schleuse
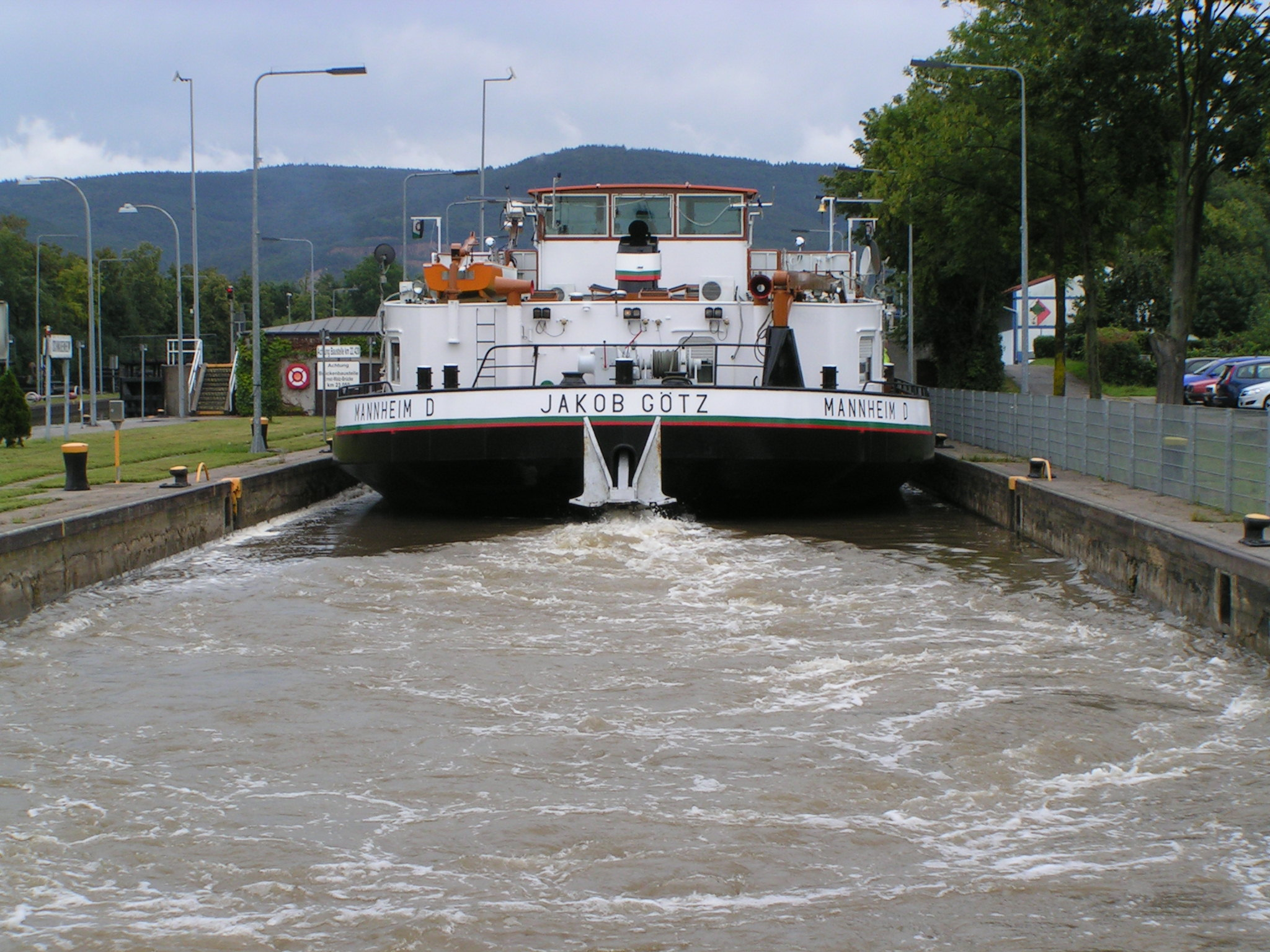
Die Jakob Götz in der Schleuse
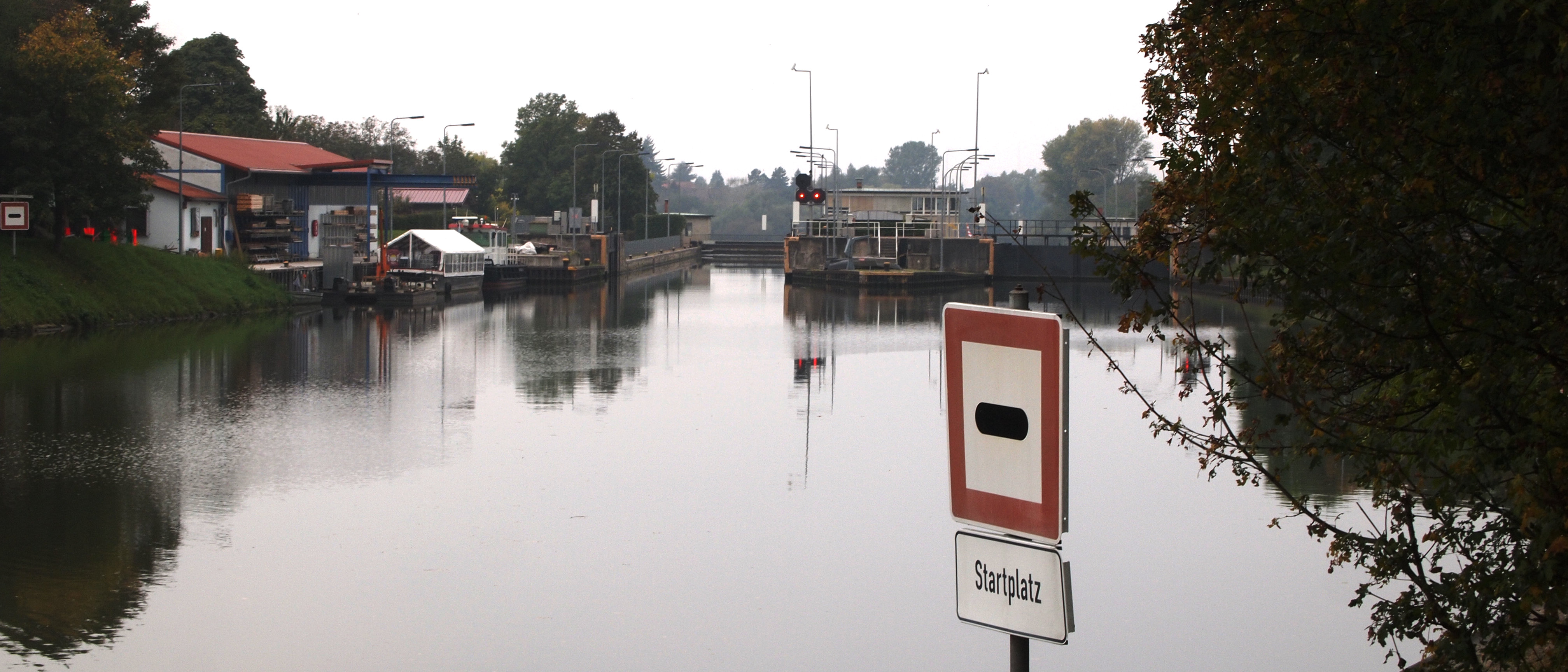
Oberhaupt